# Trasliste
Trasliste (llamada oficialmente San Xoán de Trasliste) es una parroquia española del municipio de Láncara, en la provincia de Lugo, Galicia.

## Organización territorial
La parroquia está formada por ocho entidades de población:
- Airexe (A Eirexe)
- Barboa (Valboa)
- Chao (Os Chaos)
- Palacio
- Quintela
- Seoane (Seoane de Arriba)
- Tadoufe
- Vilasuso

## Demografía
| Gráfica de evolución demográfica de Trasliste entre 2000 y 2020 |
|                                                                 |
| Datos según el nomenclátor publicado por el INE.                |